# BMW 2800 Bertone Spicup
BMW 2800 Bertone Spicup es un concept car diseñado en 1969 por  Bertone basándose en un BMW.

## Historia
Diseñado por Marcello Gandini para Carrozzeria Bertone, la línea hace referencia al BMW 507  . El nombre Spicup es una palabra que nace de la fusión de Spider y Coupè y es considerado por algunos como un precursor del cupé cabriolet gracias a la capota de lona compuesta por tres chapas que se colocan en la parte superior de la barra antivuelco y servían para crear una capota blanda cerrada. El coche fue un proyecto de la empresa Bertone como demostración técnica de su diseño de techo tipo targa; Debido a los altos costos de desarrollo y su arriesgado diseño BMW nunca consideró su fabricación.
Muchos elementos del diseño recuerdan a otros automóviles autos  diseñados por el estilista italiano como el Lamborghini Miura y el Alfa Romeo Montreal, vomo las luces escamoteables semiocultas  y el imponente capó . El coche se basa en la mecánica de la un BMW 2000.  
El vehículo fue adquirido para su venta por un vendedor de automóviles de Dusseldorf y acabó años después en manos de un particular el cual lo adquirió por 450.000 €.